# Карлуш Кейрош
Карлуш Кейрош (порт. Carlos Queiroz, нар. 1 березня 1953, Нампула) — португальський футбольний тренер.

## Біографія

### Початок кар'єри
Народився в Нампулі, Португальська Східна Африка (нині — Мозамбік) в родині португальців. Грав у футбол, в юнацькій команді «Нампула», закінчив Ліцей Адмірала Гаго Коутінью, після чого вивчав машинобудування в Університеті Лоренсу-Маркиш до 1974 року.

### Переїзд до Португалії
Після революції гвоздик і проголошення незалежності Мозамбіку перебрався до Португалії, де поступив в Інститут фізкультури Лісабона (ISEF). Там він отримав ступені бакалавра і магістра в методиці спортивної підготовки, а також навчання.
З 1984 року був помічником тренера Малколма Вілсон в клубі «Ештуріл-Прая». Після цього очолив молодіжну збірну Португалії з якою у 1989 і 1991 роках ставав чемпіоном світу серед гравців не старше 20 років, керуючи тоді багатообіцяючим «золотим» поколінням португальських гравців, серед яких, в числі інших, були Луїш Фігу і Руй Кошта.
1991 року, після того, як він вдруге став тренером-чемпіоном світу, він був призначений тренером головної національної команди, і йому було поставлено завдання — вивести Португалію у фінальну стадію Чемпіонату світу у США. Його підопічні не змогли подолати стадію класифікації, пропустивши вперед збірні Італії та Швейцарії, після цього Кейруш був звільнений.
1 червня 1994 року очолив «Спортінг», де провів два наступні сезони, зайнявши з командою 2 і 3 місце в чемпіонаті відповідно, а у 1995 році ще й національний кубок та суперкубок.

### Закордонна робота
З липня по листопад 1996 року очолював американський «Нью-Йорк/Нью-Джерсі Метростарз», після чого до травня 1997 року був тренером японської «Нагої Грампус Ейт», але в жодному з клубів не здобув великих досягнень.

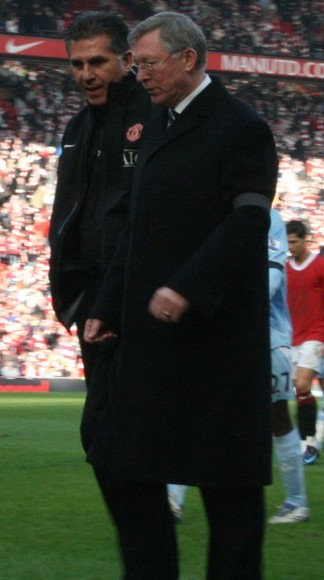
Кейрош (ліворуч) і Алекс Фергюсон у лютому 2008

19 січня 1999 року очолив збірну Арабських Еміратів, в якій провів оди рік, після чого з січня 1999 року до жовтня 2000 року був безробітним, поки не очолив збірну Південної Африки, в яку він прийшов, щоб вивести команду у фінальну частину чемпіонату світу 2002 року. Кейрош зміг виконати завдання, проте через внутрішні проблеми в збірній, покинув її у березні, незадовго до початку чемпіонату.

### «Манчестер Юнайтед» і «Реал Мадрид»
В червні 2002 року на запрошення Алекса Фергюсона став асистентом менеджера у «Манчестер Юнайтед». Досвід роботи цього тренера переконав Фергюсона надати йому необмежені повноваження в керівництві тренуваннями Роя Кіна, Руда ван Ністелроя, Девіда Бекхема та інших. У червні 2002 року Кейрош прийняв пропозицію сера Алекса Фергюсона і став помічником шотландця в «Манчестер Юнайтед». Вдалий сезон, що приніс Червоним дияволам восьмий титул чемпіонів Прем'єр-ліги, приніс португальцю надзвичайну популярність.
Влітку 2003 року мадридський «Реал» зробив пропозицію Кейрошу і перед початком сезону 2003/04 португальський спеціаліст очолив «королівський» клуб. Однак Кейрошу не вдалося впоратися з тиском, який чинила на нього іспанська громадськість, і з тим зоряним складом «Реала», результатом чого став провальний для мадридців сезон (4 місце в чемпіонаті, фінал національно кубка та чвертьфінал Ліги чемпіонів) та звільнення португальського наставника.
Практично одразу після відставки сер Алекс Фергюсон надав йому другий шанс, запросивши на колишню роботу асистента головного тренера. Через тиждень Кейрош знову приїхав на «Олд Траффорд», пропрацювавши в клубі чотири роки.

### Збірна Португалії

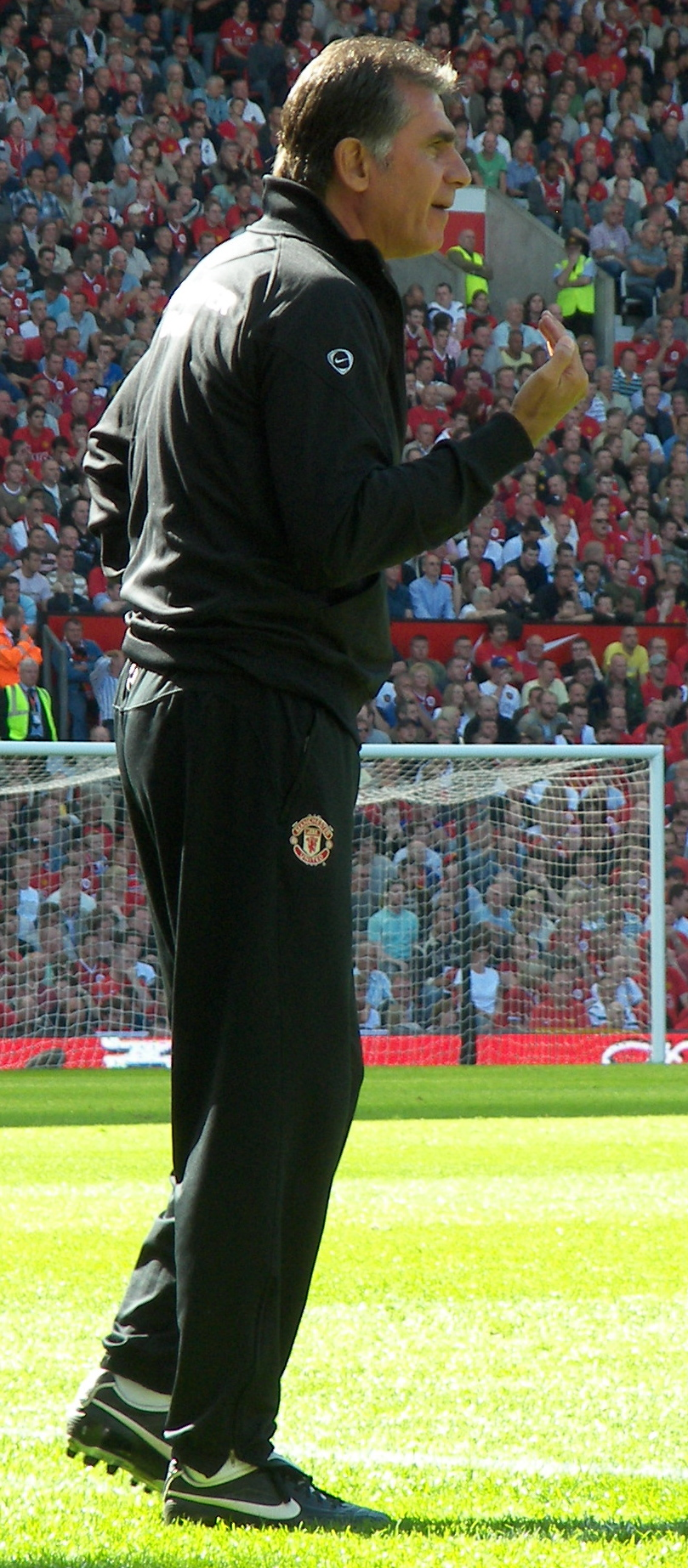
Карлуш Кейрош під час роботи в «Манчестер Юнайтед» 2007 року

В липні 2008 року Карлуш Кейруш прийняв пропозицію Футбольної федерації Португалії та очолив збірну Португалії, яку вивів на чемпіонат світу 2010 року. У травні 2010 року Кейруш під час тренувального збору перед мундіалем завдав образи представникам антидопінгових служб, перешкодивши їм виконувати свої обов'язки, за що був дискваліфікований Португальською футбольною федерацією на місяць. Після проведення додаткового розслідування, в серпні 2010 року Карлуш Кейруш був дискваліфікований на 6 місяців. На турнірі португальці дійшли до 1/8 фіналу, де вилетіли від збірної Іспанії, і незабаром після цього, 9 вересня 2010 року Карлуш був звільнений з посади головного тренера збірної Португалії.

### Збірна Ірану
4 квітня 2011 року був призначений на пост головного тренера збірної Ірану. Контракт підписаний на 3,5 роки. Команду португальський спеціаліст вивів з першого місця на чемпіонат світу 2014 року в Бразилії, а також Кубок Азії 2015 року в Австралії.
Перед початком відбору на чемпіонат світу 2018 Кейрош оголосив про припинення роботи зі збірною Ірану через суперечки з керівництвом федерації країни. Утім невдовзі було оголошено про продовження співпраці португальця з керівництвом іранського футболу. Очолювана Кейрошем збірна Ірану впевнено подолала відбір до мундіалю, ставши однією з трьох збірних, що першими зарезервували за собою місце у фінальній частині турніру. На світовій першості іранці виступили також пристойно — здолали Марокко та розділили очки з рідною для їх тренера Португалією, чого, утім, виявилося недостатньо аби пробитися до плей-оф.
Тренер продовжив роботу з іранською збірною і наступного року на Кубку Азії 2019 вивів її до стадії півфіналів, на якій вона, однак, зазнала поразки 0:3 від японців. Після цієї поразки Кейрош оголосив про завершення своєї роботи з командою.

### Збірна Колумбії
Вже за тиждень після завершення роботи зі збірною Ірану Кейрош був призначений очільником тренерського штабу збірної Колумбії, яка стала п'ятою національною командою у його послужному списку, а Південна Америка стала п'ятим континентом у його тренерській кар'єрі.

## Досягнення
Гравець
- Чемпіон Європи (U-16): 1989
- Молодіжний чемпіон світу: 1989, 1991
- Володар Кубка Португалії: 1995
- Володар Суперкубка Португалії: 1995
- Володар Суперкубка Іспанії: 2003
- Кавалер Ордену Інфанта дона Енріке

Тренер
- Срібний призер Кубка африканських націй: 2021